# Unió Valldostana
Unió Valldostana (francès Union Valdôtaine, UV) és un partit polític italià que reclama l'autogovern de la Vall d'Aosta, així com la defensa de la seva especificat cultural i lingüística. Té el seu origen en una associació d'immigrats valldostans a París fundada el 1897, amb seus a Lió i Grenoble, i en la Lliga Valldostana, fundada el 1909.

## Fundació
El partit es va fundar després de la Declaració de Chivasso el 13 de setembre de 1945 pels dirigents del Moviment de la Resistència Valldostana:
- Flavien Arbaney, geòmetra;
- Aimé Berthet, mestre;
- Louis Berton, jurista;
- Robert Berton, mestre;
- Amédé Berthod, pintor;
- Lino Binel, enginyer;
- Joseph Bréan, canonge de Sant'Orso;
- Charles Bovard, canonge de Sant'Orso;
- Severino Caveri, advocat;
- Albert Deffeyes, mestre;
- Paolo Alfonso Farinet, jurista;
- Joseph Lamastra, veterinari;
- Félix Ollietti, notari;
- Ernest Page, advocat;
- Jean-Joconde Stevenin, canonge de Sant'Orso
- Maria Ida Viglino, mestre.

Pretenia agrupar tots els sectors de l'autonomisme i interpretar els sentiments locals, intenta cridar l'atenció dels Aliats sobre la situació valldostana i que el problema valldostà sigui debatut en la Conferència de Pau, tot demanant un plebiscit o un acord bilateral entre França i Itàlia per a regular definitivament la qüestió, i per això que, mentrestant, l'autonomia valldostana resti sota tutela internacional. S'hi imposaran les tesis de Federico Chabod, autonomisme dins un Estat Italià unitari, que és l'espai econòmic natural de la vall. Chabod serà el primer president del Consell de la Vall i quan la vall sigui considerada Regió amb Estatut Especial es presentà a les eleccions regionals de la Vall d'Aosta de 1949 en coalició amb la Democràcia Cristiana Italiana, però a les eleccions de 1959 formà part d'una coalició d'esquerres. El cap del partit en aquest període fou Severino Caveri.

## Institucionalització i escissions
La institucionalització d'UV en els anys seixanta provocà diverses escissions provocades pels sectors més activistes i nacionalistes. El 1960 s'escindí la Union des Valdôtains (UdV), que considerava l'autonomia insuficient. El 1966 se'n separaren Ligue Valdôtaine (LV) i Union Democratique Valdôtaine (UDV), que consideren la possibilitat independentista, i que afebliran molt la UV. El partit va caure al 20% a les eleccions de 1963, i encara baixà al 12% a les eleccions de 1973. A partir de 1970, però, es van intensificar les relacions amb el sindicat SAVT.
El partit va renéixer gràcies al lideratge de Bruno Salvadori el 1976-1980. El seu objectiu a llarg termini és l'autodeterminació i el federalisme dins l'Europa dels pobles. El 1979 intenta elaborar per a les eleccions europees una Llista de les Nacionalitats d'Itàlia, però fracassà perquè el SVP sudtirolès preferí pactar amb la DCI. Així es recuperà electoralment i va obtenir el 27,1% dels vots a les eleccions de 1983. El nou cap, Carlo Perrin va convocar el 1984 el Congrés Nacional d'UV on intenta desenvolupar un pacte federatiu amb les Lligues del Piemont i de la Llombardia, anomenada Aliança Lliure Europea, encapçalada pel sard Mario Melis, el valldostà Luciano Caveri i el tirolès Alfons Benedikter. A les eleccions regionals de la Vall d'Aosta de 1988 la UV assolí el 34,2% dels vots, tot recuperant bona part del sostre electoral perdut a costa de formacions menors nacionalistes.

## L'UV i el Lliguisme
El 6 de setembre del 1991 el nou secretari general d'UV, Guido Grimod, demana la revisió de l'estat italià i una constitució més federal. A les eleccions legislatives italianes de 1992, en ple auge de les Lligues, la Llista Valldostana obté un diputat i un senador. A les eleccions de 1993 va obtenir el 37% dels vots, i a les eleccions regionals de la Vall d'Aosta de 1998 va obtenir majoria absoluta.

## Resultats electorals
| Consell de la Vall |                     |                     |         |     |
| Any                | Vots                | %                   | Escons  | +/– |
| 1949               | Coalició amb DC     | Coalició amb DC     | 28 / 35 | Nou |
| 1954               | 16.278 (#3)         | 29,21               | 1 / 35  | 27  |
| 1959               | Coalició UV-PCI-PSI | Coalició UV-PCI-PSI | 15 / 35 | 14  |
| 1963               | 12.930 (#3)         | 20,42               | 7 / 35  | 8   |
| 1968               | 11.237 (#3)         | 16,67               | 6 / 35  | 1   |
| 1973               | 8.081 (#4)          | 11,55               | 4 / 35  | 2   |
| 1978               | 18.318 (#1)         | 24,75               | 9 / 35  | 5   |
| 1983               | 20.495 (#1)         | 27,10               | 9 / 35  | =   |
| 1988               | 26.960 (#1)         | 34,20               | 12 / 35 | 3   |
| 1993               | 30.312 (#1)         | 37,27               | 13 / 35 | 1   |
| 1998               | 33.311 (#1)         | 42,57               | 17 / 35 | 4   |
| 2003               | 35.297 (#1)         | 47,23               | 18 / 35 | 1   |
| 2008               | 32.614 (#1)         | 44,39               | 17 / 35 | 1   |
| 2013               | 24.121 (#1)         | 33,47               | 13 / 35 | 4   |
| 2018               | 12.265 (#1)         | 19,25               | 7 / 35  | 6   |
| 2020               | 10.470 (#2)         | 15,80               | 7 / 35  | =   |

## Eleccions europees
| Any  | Total                      | Total                      | Total                      | Total                | Total                | Vall d'Aosta         | Vall d'Aosta         | Vall d'Aosta         | Ref.                 |
| Any  | Vots                       | %                          | #                          | Escons               | +/–                  | Vots                 | %                    | #                    | Ref.                 |
| ---- | -------------------------- | -------------------------- | -------------------------- | -------------------- | -------------------- | -------------------- | -------------------- | -------------------- | -------------------- |
| 1979 | Dins UV-FEA                | Dins UV-FEA                | Dins UV-FEA                | 0 / 81               | Nou                  | 26,137               | 37,59%               | 1r                   |                      |
| 1984 | Dins Federalismo-EdP       | Dins Federalismo-EdP       | Dins Federalismo-EdP       | 1 / 81               | 1                    | 16,175               | 24,81%               | 2n                   |                      |
| 1989 | Dins Federalismo           | Dins Federalismo           | Dins Federalismo           | 1 / 81               | =                    |                      | 36,4%                | 1r                   | [ 1 ]                |
| 1994 | Dins Fed.-Europa           | Dins Fed.-Europa           | Dins Fed.-Europa           | 0 / 87               | 1                    | 19,658               | 32,3%                | 1r                   |                      |
| 1999 | Dins Fed. in Europa        | Dins Fed. in Europa        | Dins Fed. in Europa        | 0 / 87               | =                    | 40,970               | 45,9%                | 1r                   |                      |
| 2004 | Dins Fed. in Europa        | Dins Fed. in Europa        | Dins Fed. in Europa        | 0 / 78               | =                    | 29,598               | 37.6%                | 1r                   |                      |
| 2009 | Coalició UV-VdA            | Coalició UV-VdA            | Coalició UV-VdA            | 0 / 72               | =                    | 32,913               | 37.1%                | 1r                   |                      |
| 2014 | No hi van participar       | No hi van participar       | No hi van participar       | No hi van participar | No hi van participar | No hi van participar | No hi van participar | No hi van participar | No hi van participar |
| 2019 | Dins Autonomies per Europa | Dins Autonomies per Europa | Dins Autonomies per Europa | 0 / 76               | =                    | 6,904                | 13.9%                | 3r                   |                      |
| 2024 | No hi van participar       | No hi van participar       | No hi van participar       | No hi van participar | No hi van participar | No hi van participar | No hi van participar | No hi van participar | No hi van participar |